# Robert Debes

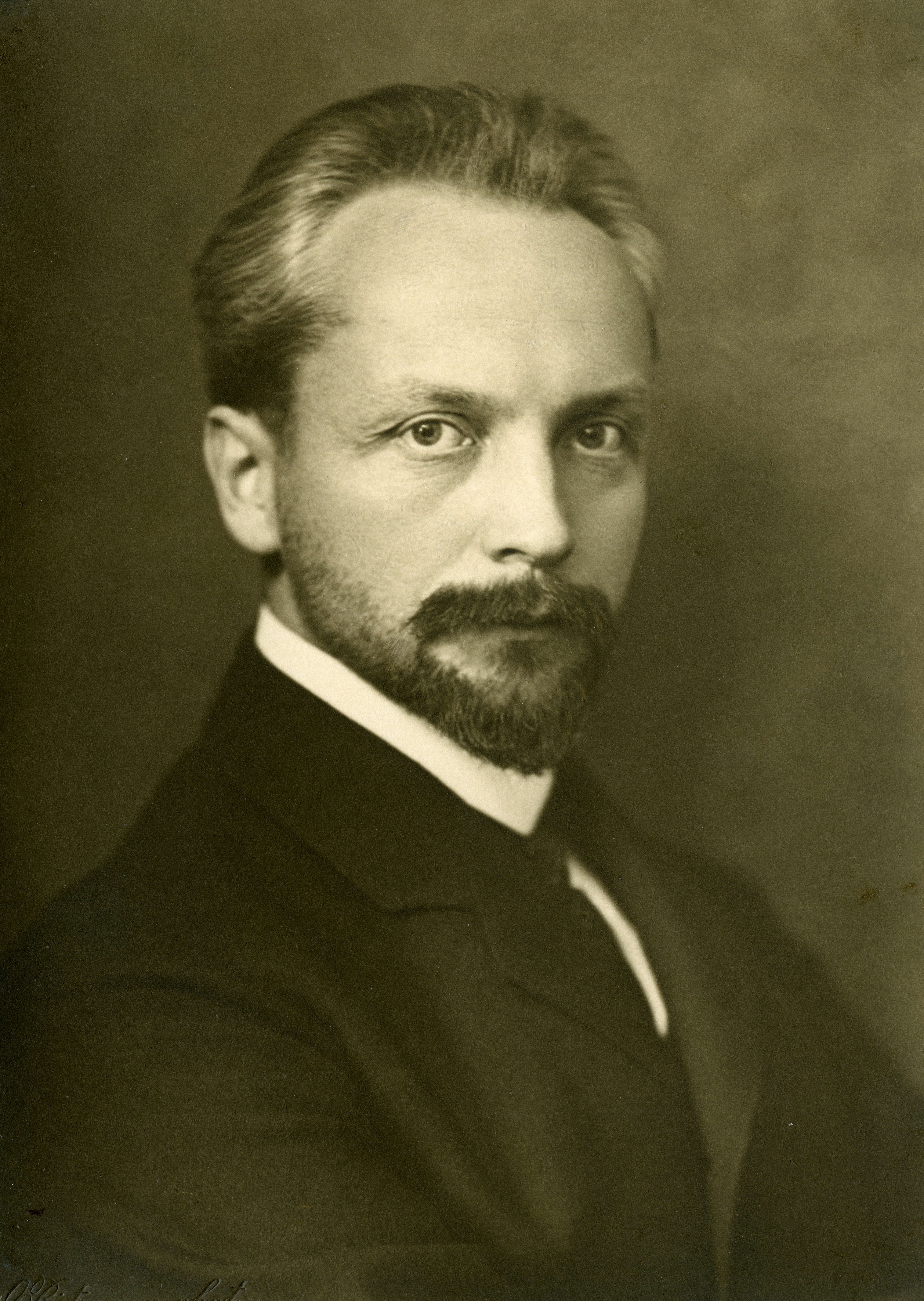
Robert Debes, ca. 1910

Robert Debes (* 21. Juni 1878 in Elberfeld; † 9. März 1962 in St. Gallen) war ein deutsch-schweizerischer Ökonom und Professor für Betriebswirtschaftslehre an der Handelshochschule St. Gallen.

## Leben
Debes arbeitete sieben Jahre im Bankbereich, sowohl in einer italienischen als auch einer deutschen Bank, bevor er ein Studium an der Handelshochschule Köln begann, welches er zwei Jahre später, 1906, als Diplom-Handelslehrer verließ. Seine Leistungen während des Studiums waren so überzeugend, dass er noch 1906 einen Ruf an die Handelshochschule in St. Gallen erhielt, welchem er folgte. Er setzte dabei aber sein Studium an der Universität Zürich fort und promovierte dort 1908 mit einer Arbeit über die Banque de Commerce de Genéve 1845–1907. Von 1932 bis 1938 war er Rektor der Hochschule in St. Gallen. Er erreichte für diese das Habilitationsrecht (1934) sowie das Promotionsrecht (1938) und damit die volle Anerkennung als Hochschule. In seine Amtszeit fielen ausserdem die Gründungen des Chemisch-physikalischen Instituts und des Schweizerischen Instituts für Verwaltungskurse.
Debes organisierte Weiterbildungen für Bücherrevisoren, war in der Prüfungskommission der Schweizerischen Kammer für Revisionswesen tätig und wirkte viele Jahre als Experte bei den Revisorenprüfungen mit. Ebenfalls war Debes Mitglied der Aufsichtskommission des betriebswirtschaftlichen Instituts der ETH Zürich. Ausserdem verfasste er verschiedene Einträge in Handwörterbücher und Lexika der Betriebswirtschaft und der Buchhaltung.
Nach seiner Emeritierung 1949 wurde er 1950 zum Honorarprofessor der Handelshochschule St. Gallen ernannt.
Er verstarb am 9. März 1962 in St. Gallen.

## Veröffentlichungen
- Die Buchhaltung eines rheinischen Bankgeschafts. In: Zeitschrift für betriebswirtschaftliche Forschung. 1906/07.